# Carnac
Carnac (in bretone: Karnag) è un comune francese di 4.518 abitanti situato nel dipartimento del Morbihan nella regione della Bretagna.

## Origini del nome
Il suo nome deriva da cairn che è il rivestimento in pietrisco e ciottoli che riveste i dolmen.

## Storia

### Simboli
Lo stemma è stato creato nel 1973.

### Monumenti e luoghi d'interesse
Il paese è noto per il complesso megalitico (tra i maggiori al mondo), comprendente sia vasti campi di menhir (1.169 disposti su una decina di file in località Ménec ("luogo del ricordo"), a un chilometro dall'abitato, altri 1.029 a Kermario ("luogo dei morti"), sempre nelle immediate vicinanze di Carnac, e 555 a Kerlescan ("luogo dell'incendio") che di dolmen (situati in massima parte a Kermario). 
È presente inoltre il tumulo di Kercado, risalente al 6500 a.C.,  che costituisce la più antica costruzione europea in pietra, anteriore alle piramidi egizie.
A causa del degrado causato dal passaggio dei turisti, gli allineamenti sono recintati ed è possibile passarvi in mezzo solo se accompagnati da una guida: l'erba, infatti, preserva il sito stesso da una lenta e continua erosione che porterebbe al ribaltamento dei grandi monoliti.

## Cultura

### Musei
- Museo della preistoria di Carnac, con reperti archeologici provenienti anche da altre località francesi.

## Galleria d'immagini

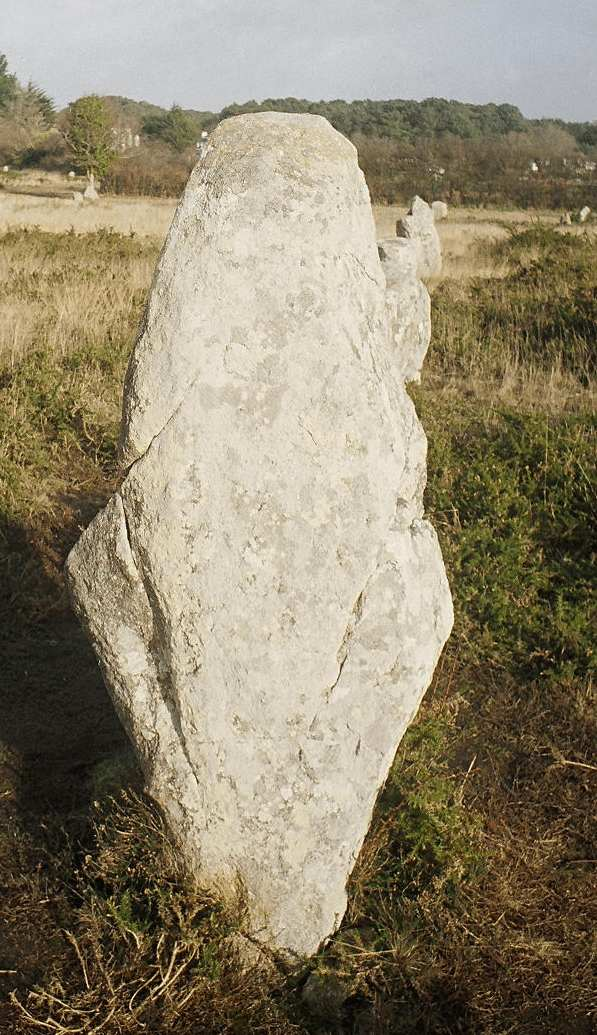
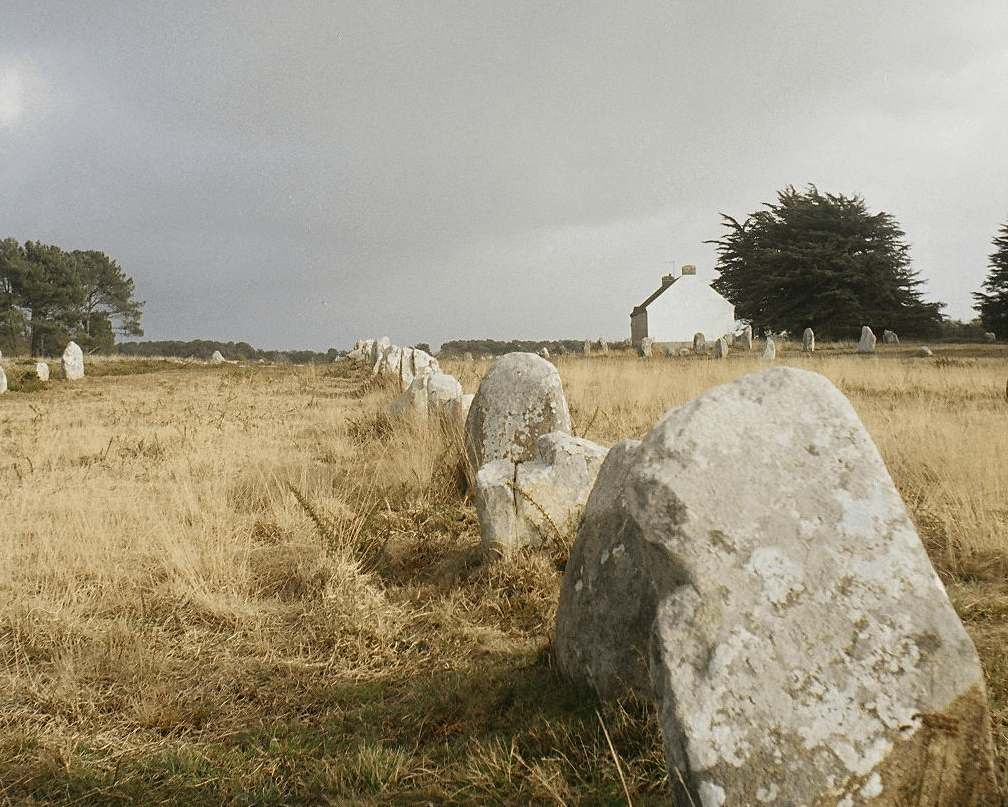
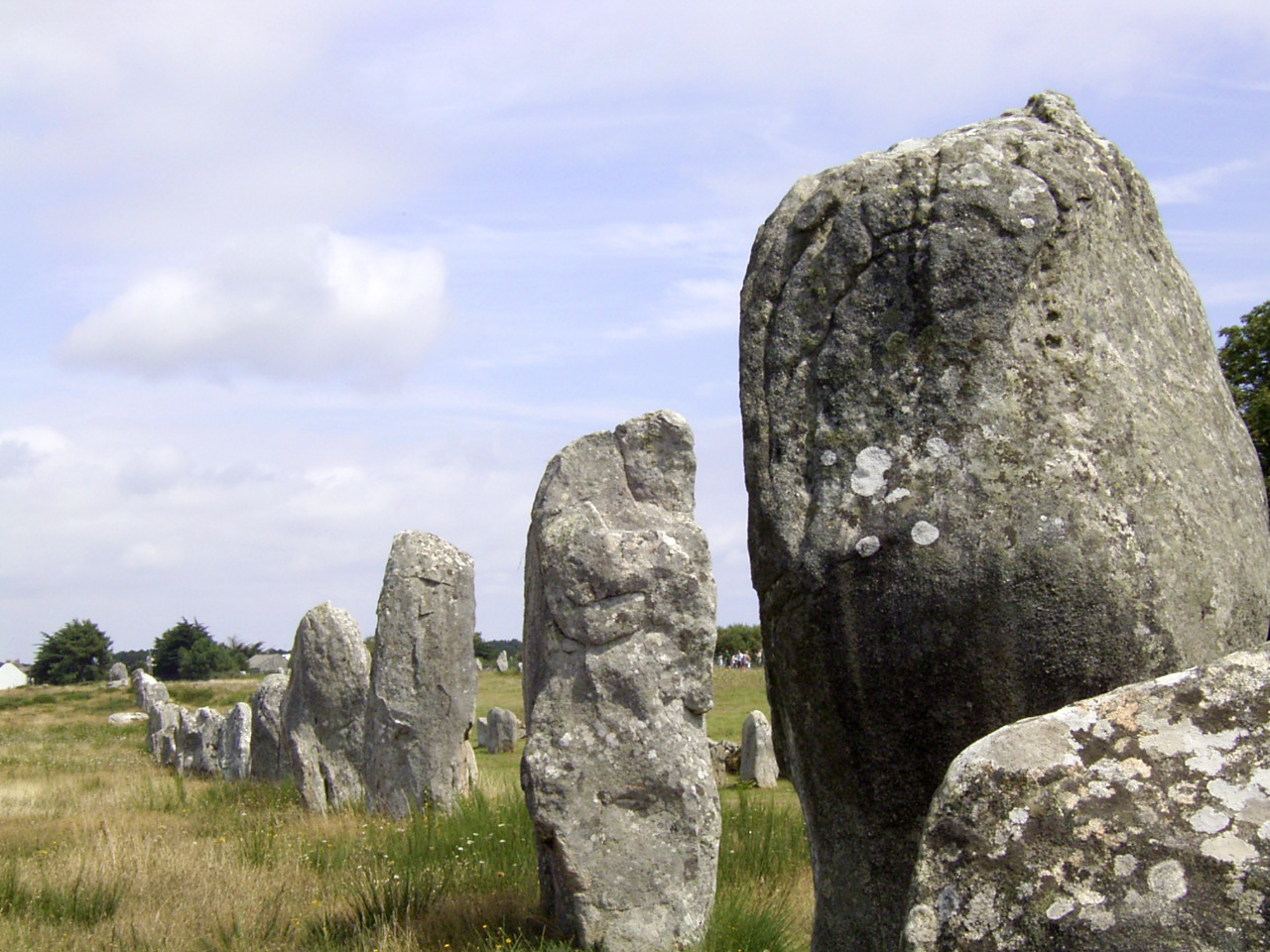
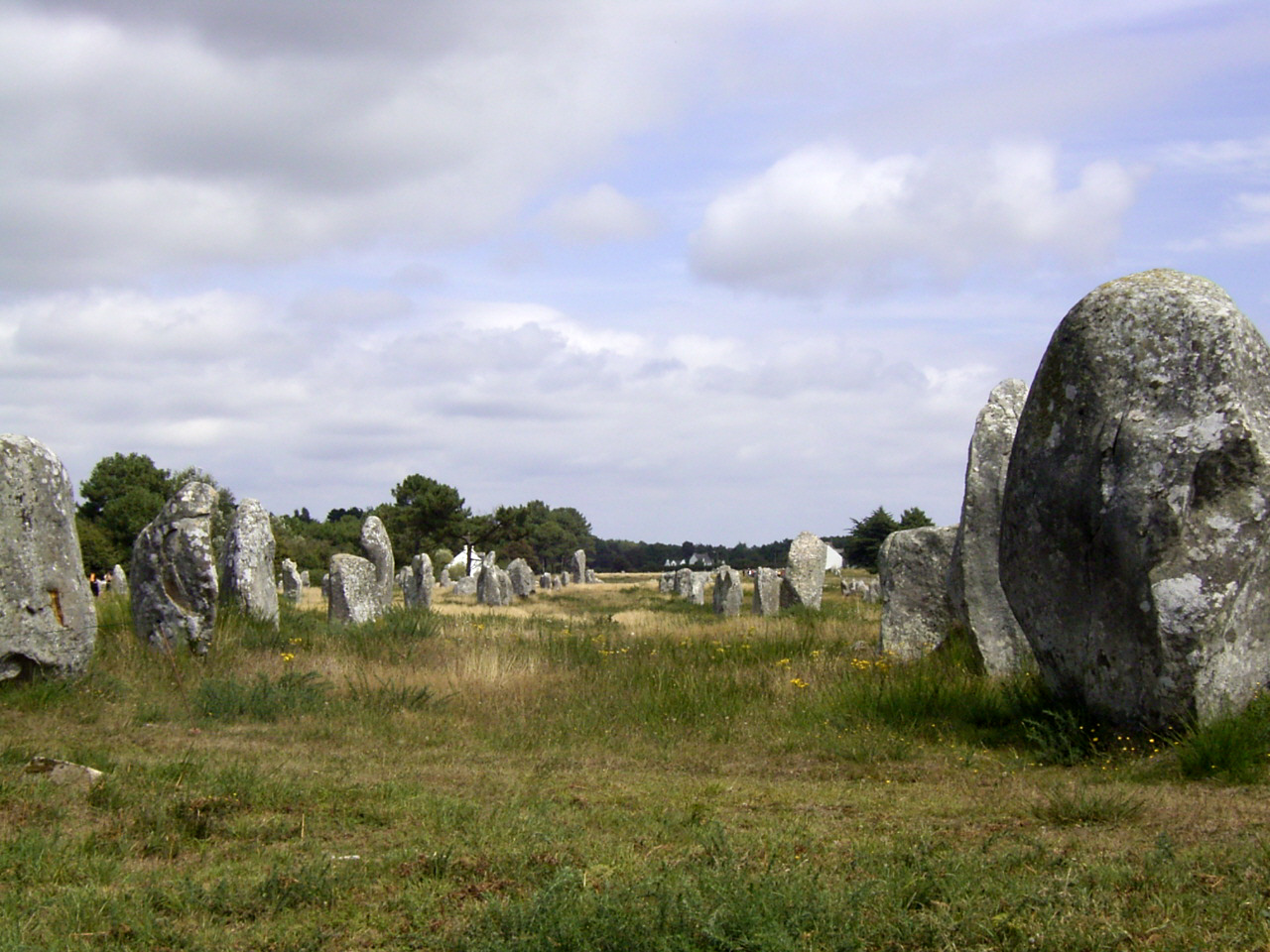
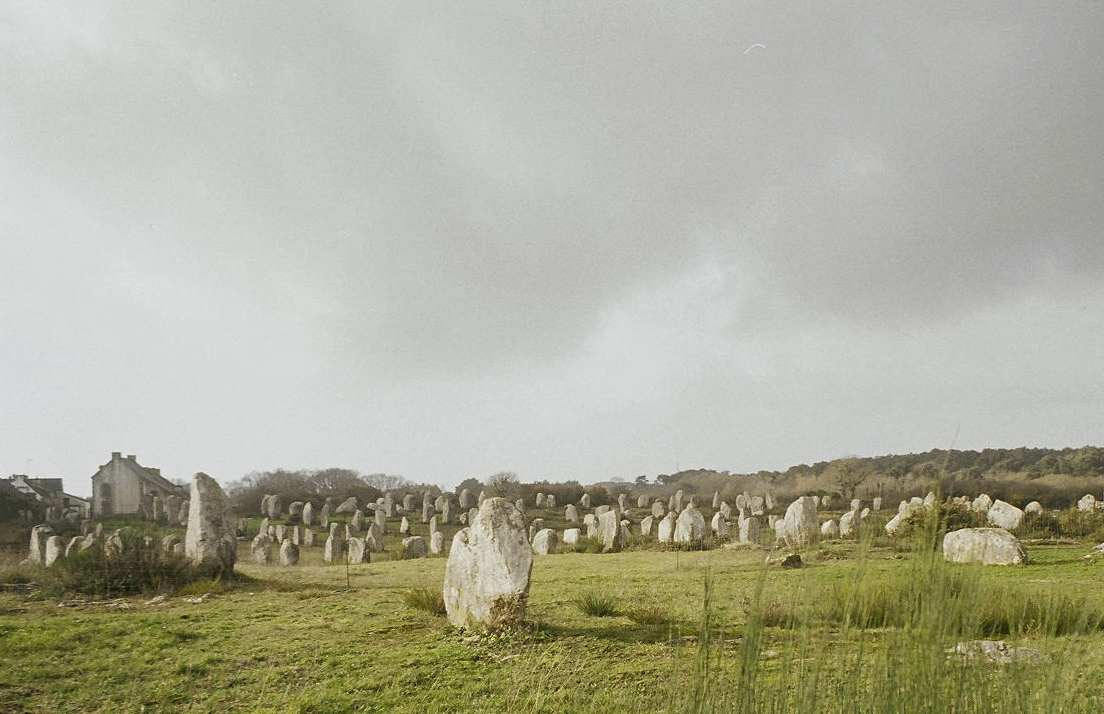
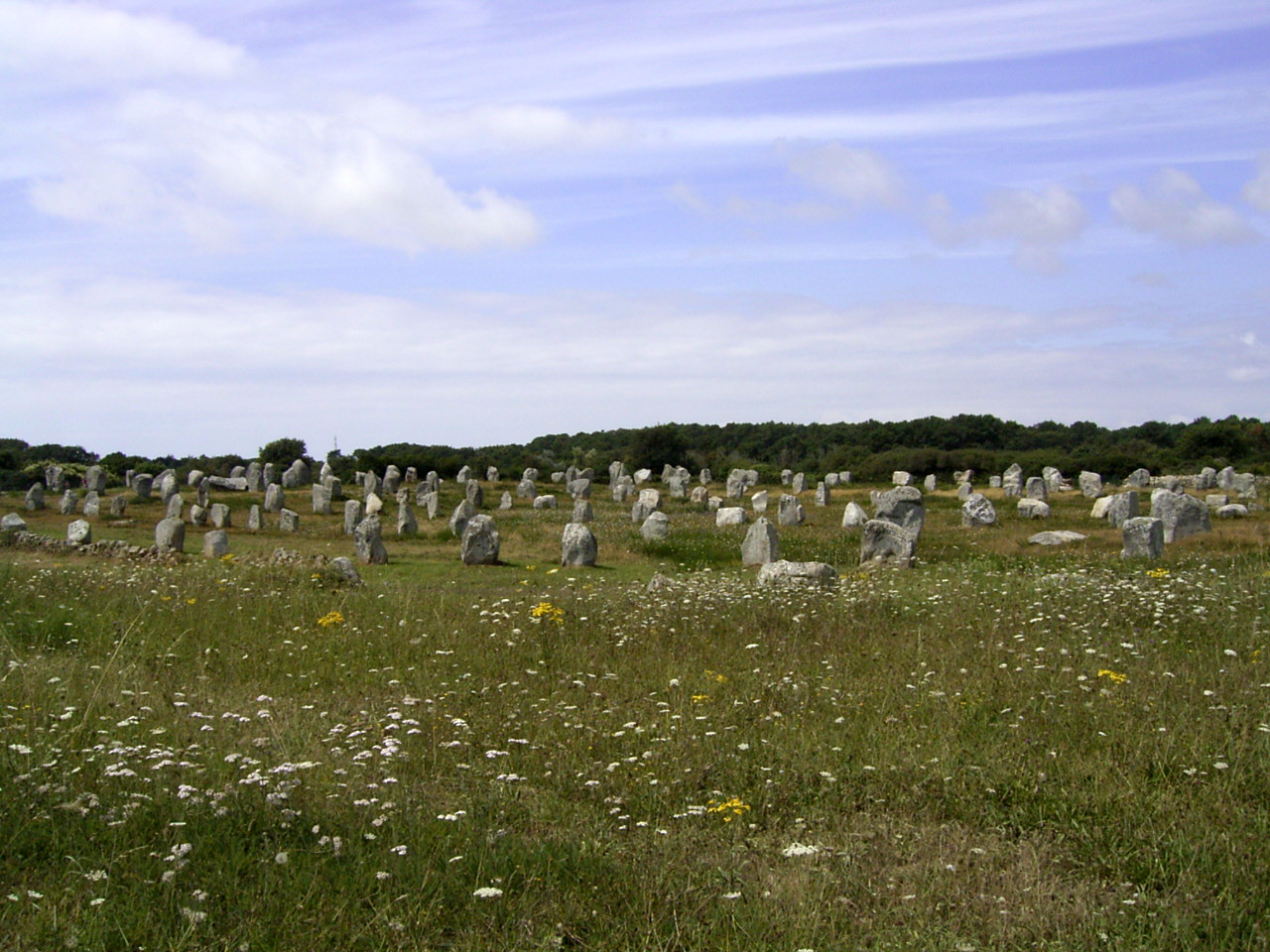
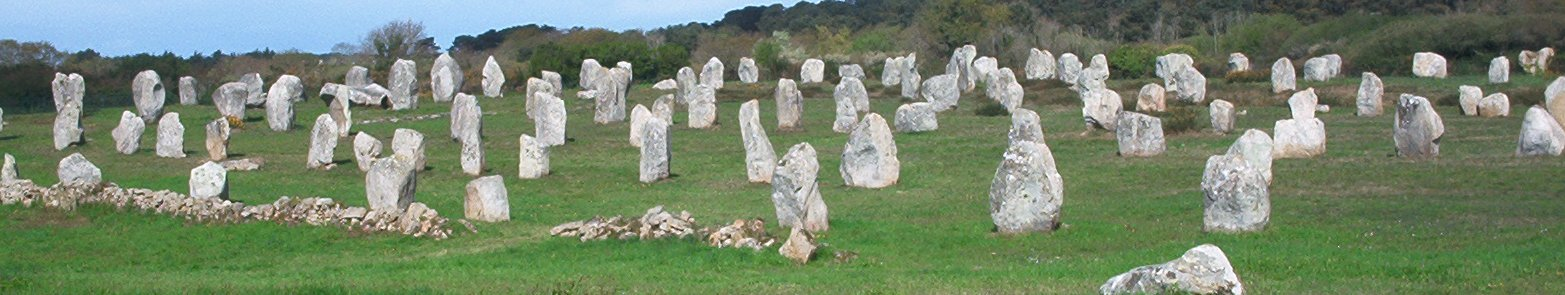
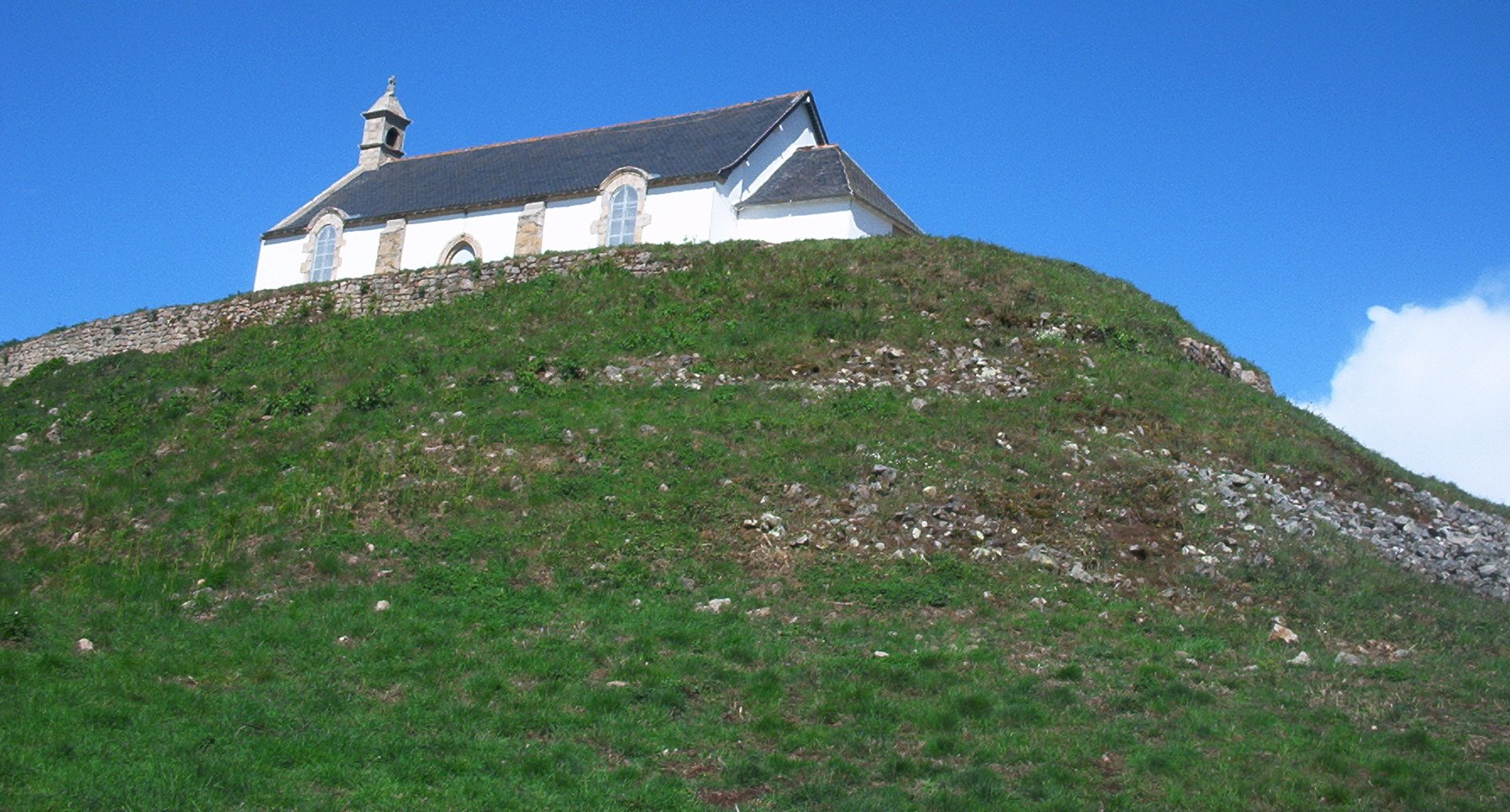
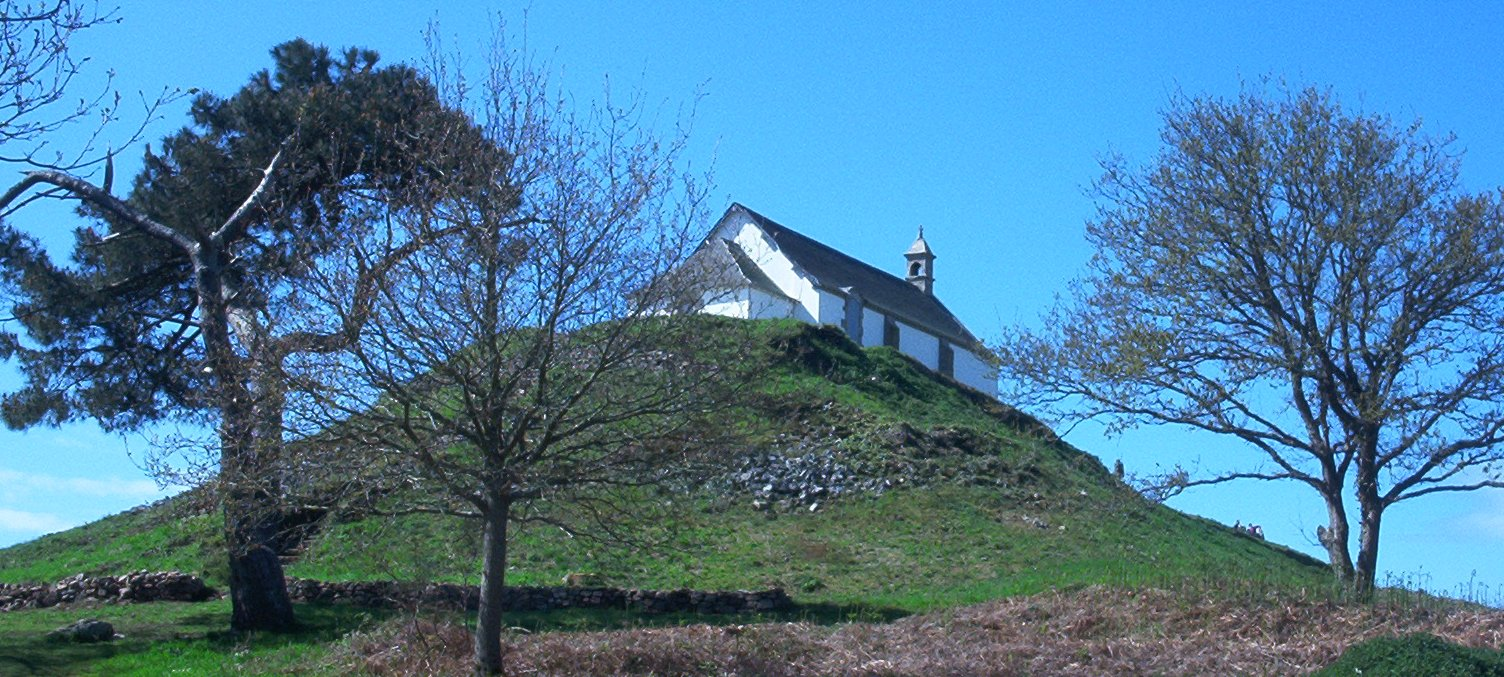

## Società

### Evoluzione demografica
Abitanti censiti